# 보쿠걸
《보쿠걸》(일본어: ボクガール 보쿠 가루[*])은 스기토 아키라가 지은 일본의 만화 작품이다. 《주간 영 점프》(슈에이샤)에서 2014년 2호부터 2016년 24호까지 연재되었다. 화수 카운트는 '#○'. 연재 당초부터, 캐치카피는 '이상 연애 경보☆전방위계 TSF 이야기'.

## 줄거리
'남자답게 있고 싶어!' 그렇게 바라는 남자 고등학생인 스즈시로 미즈키는, 그 소원과는 달리 항상 미소녀로 착각할 정도의 여자 얼굴의 소유자. 동성으로부터 고백받거나, 생각하는 사람에게는 이성으로 보여주지 않거나 고민하는 나날을 보내는 그의 모습에, 이세계에서 장난의 신인 로키가 뜨거운 시선을 보내고 있었다.
어느 날, 미즈키는 학교에서 돌아오는 길에 본 적도 없는 신기한 벌에 찔려 버린다. 다음날 아침, 왠지 위화감을 느끼고 몸을 확인한 미즈키는 무심코 소리를 지른다. 미즈키의 몸은 여체 그 자체로 변화하고 있었던 것이다. 갑자기 닥친 재난에 당황한 미즈키였지만, 그 자리에 있던 친구의 한 글자 맹에게 비밀을 털어놓고 협력을 구하고, "남자다움"을 되찾기 위해 원래의 몸으로 돌아가는 방법을 찾기로 결심한다.
하지만, 그런 미즈키의 마음속에도 점차 변화가 찾아온다. 미즈키는 자신의 변화를 받아들이지 못하고, 갈등하고 고민하게 된다. 그렇게 해서, 미즈키가 '진정한 자신의 마음'을 알았을 때, 그는 한정된 시간 속에서, 어떤 결단을 내리게 된다.
미즈키의 사랑하는 사람인 후지와라 유메코, 전입생으로 변해 인간계에 강림한 로키, 그 외 미즈키를 둘러싼 개성적인 사람들도 함께, 파란만찬 일상이 막을 연다.

## 등장인물

### 주요 인물
스즈시로 미즈키(鈴白 瑞樹)
스즈시로 미즈키
본작의 주인공. '타이쥬 고등학교' 1학년 2반 남학생으로 기숙사 거주. 3월 19일 출생. 혈액형은 A형. 신장 154cm.
어렸을 때 어머니를 잃고, 엄격한 아버지에 의해 남자 혼자서 길러졌다. 본가는 대대로 이어지는 무도장으로, 미즈키 자신도 가볍게 사람을 내던질 정도의 솜씨를 가진다. 학업 성적도 매우 우수. 곤충 채집이나 도감을 바라보는 것을 좋아하고, 은근히 귀여운 옷이나 봉제인형도 좋아한다.
어느 날, 장난의 신 로키의 장난에 의해 여체화되어, 원래의 몸을 되찾기 위해 분주하게 된다. 여체화는 맹 이외에는 비밀로 하고 있어[1], 주위에 들키지 않도록 부심하고 있지만, 한편으로 종종 무의식적으로 여성적인 행동이나 감성을 엿보게 되어 있다. 다만, 여성의 용무를 하는 방법을 모르는 등, 여체의 구조나 생활 습관에 관한 지식은 거의 전무하다.
이치몬지 타케루(一文字 猛)
미즈키와 동갑인 소꿉친구로, 마찬가지로 타이쥬 고등학교의 기숙사 거주. 본가는 민박을 경영하고 있다.
어부이기도 한 아버지에게 단련된 몸집이 크고 강한 육체를 가지고 있으며, 미즈키와는 대조적으로 매우 남자다운 용모를 하고 있다. 겉모습에 반해, 머리도 좋고 공부도 할 수 있다. 성격도 한결 같으면서 호쾌하고 친구 생각. 미즈키에게는 자신을 유일하게 "보통 남자"로 봐주는 소중한 친구이다.
후지와라 유메코(藤原 夢子)
미즈키의 반 친구인 여자. 미즈키와 함께 반 위원을 맡고 있다.
긴 머리의 미소녀로 스타일도 좋고, 밝고 돌보기 좋은 성격. 게다가 요리를 잘하고 반의 마돈나적 존재. 언뜻 보기에 얌전하지만 반면, 특촬물 히어로물 등 '남자다운 물건'을 매우 좋아한다는 일면도 가진다. 또한, 우부로 조금 천연인 곳도 있다.
로키 아스가르드(ロキ・アースガルド)
세계수(유그드라실)에서 유일무이한 장난의 신. 성별은 여성이지만, 1인칭은 '오레'(학생으로 행동할 때는 '와타시'). 언뜻 보기에 가련한 소녀의 외모지만, 세계수에서 본인의 발언으로부터, 나이는 적어도 수천 살이 넘은 모양.
라이프 워크인 장난이 주위에 효과가 없게 되어 무위한 나날을 보내고 있었지만, 우연히 발견한 미즈키를 '최고의 장난 소재'로 보고, 그에게 '여성화'라는 아예의 장난을 걸었다. 게다가, 현장감을 즐기기 위해 인간계에 강림하여, 미즈키의 반에 외국인 전입생(유학생)으로 잠수해, 미즈키가 여자 기숙사로 전실하고 나서는 미즈키와 룸메이트가 된다.

### 타이쥬 고교의 학생
야마다 V. 나나타로(山田・V・七太郎)
1학년 남학생. 조금 늦게 기숙사에 입실하고, 미즈키와 룸메이트가 된다. 유명 속옷 메이커의 후계자로, 스스로도 디자이너를 맡고 있다.
이데(井出)
3학년 2반 남학생. 바디 빌드부 부장. 미즈키나 타케시와 마찬가지로 기숙사 거주. 딱딱한 외모를 한 거인으로, 미즈키에게 신사적인 어조를 하면서도 억지로 고백을 하지만 거절당하고, 그 자리에서 던져졌다.
이마이 마이(今井 舞)
2학년 여학생. 흑발의 긴 머리를 땋은 머리 모양으로 한 머리 모양. 풍기위원을 맡고 있으며, 교내에서도 그 위풍당당한 행동으로, 특히 여학생들로부터 인기가 높다.
아소 레이아(朝生 玲愛)
1학년 3반 여학생. 여자 기숙사 거주. 아소 레이지의 쌍둥이 여동생이지만, 이란성 쌍둥이이기 때문에, 얼굴은 별로 닮지 않았다.
난죠 타타미(南条 畳)
1학년 3반 여학생. 여자 기숙사 거주. 쿨한 모습의 미소녀이지만, 성격은 오컬트를 정말 좋아하는 괴짜. 댄스 연구부(그것은 표면적으로, 실제로는 오컬트 연구회)에 소속되어 있다.
사노 마리아(佐野 麻莉亜)
1학년 1반 여학생. 여자 기숙사 거주. 장신의 소유자로, 남자다운 성격.
다이카와 타마코(大川 珠子)
재벌의 따님으로, "자칭" 시치타로의 약혼자. 처음에는 영국에 유학하고 있었고, 나나타로를 만나기 위해 일본에 왔지만, 길을 잃어서 보디가드와 함께 쓰러져 있는 것을 로키에게 도움을 받는다. 그 후 타이쥬 고등학교에 전입하여, 미즈키의 반 친구가 된다.
아소 레이지(朝生 玲司)
상쾌한 외모를 한 꽃미남 남학생. 공부도 스포츠도 할 수 있는 데다 진짜 사람으로 인품도 좋고, 여학생에게는 은근히 인기가 있다. 쌍둥이 여동생 레이아도 같은 고등학교에 다니고 있다. 문화제를 계기로 미즈키와 친해져서, 마음을 쏟게 된다.

### 세계수
토르
로키와 같은 세계에 군림하는 천둥의 신.
옛날에 로키에게 장난을 쳤을 때, 강력한 번개로 죽일 뻔한 적이 있다. 그 경위에서, 로키는 번개를 싫어한다. 인간계 강림시의 모습은 RPG의 주인공과 같은 몸집이 작은 생김새로, 사투리가 들어간 말투를 한다.

## 서지 정보
- 스기토 아키라 《보쿠걸》 슈에이샤 〈영 점프 코믹스〉, 전 11권
  1. 2014년 5월 24일 제1쇄 발행(5월 19일 발매[集 1]), ISBN 978-4-08-879840-0
  2. 2014년 6월 24일 제1쇄 발행(6월 19일 발매[集 2]), ISBN 978-4-08-879841-7
  3. 2014년 9월 24일 제1쇄 발행(9월 19일 발매[集 3]), ISBN 978-4-08-890011-7
  4. 2014년 12월 24일 제1쇄 발행(12월 19일발매[集 4]), ISBN 978-4-08-890078-0
  5. 2015년 3월 24일 제1쇄 발행(3월 19일 발매[集 5]), ISBN 978-4-08-890129-9
  6. 2015년 6월 24일 제1쇄 발행(6월 19일 발매[集 6]), ISBN 978-4-08-890206-7
  7. 2015년 9월 23일 제1쇄 발행(9월 18일 발매[集 7]), ISBN 978-4-08-890251-7
  8. 2015년 12월 23일 제1쇄 발행(12월 18일 발매[集 8]), ISBN 978-4-08-890327-9
  9. 2016년 3월 23일 제1쇄 발행(3월 18일 발매[集 9]), ISBN 978-4-08-890374-3
  10. 2016년 6월 22일 제1쇄 발행(6월 17일 발매[集 10]), ISBN 978-4-08-890456-6
  11. 2016년 7월 24일 제1쇄 발행(7월 19일 발매[集 11]), ISBN 978-4-08-890470-2